# Матеус Біаншим Ансен
Матеус Біаншим Ансен або просто Матеус (порт.-браз. Matheus Bianchim Hansen; нар. 23 березня 1979, Рібейран-Прету, штат Сан-Паулу, Бразилія) — бразильський футболіст, захисник.

## Життєпис
Народився в місті Рібейран-Прету, штат Сан-Паулу. Футбольну кар'єру розпочав у нижчолігових бразильських клубах «Уніао Барбаренсе» та «Ріу-Клару». У 2002 році виїхав до Європи, де підписав контракт із запорізьким «Металургом». Дебютував у футболці запорізького клубу 19 серпня 2002 року в програному (0:1) домашньому поєдинку 7-о туру Вищої ліги проти полтавської «Ворскли». Матеус вийшов у стартовому складі, а на 76-й хвилині його замінив Валерій Іващенко. У складі запорізького клубу у Вищій лізі зіграв 2 матчі, ще по 1 поєдинку провів у кубку України та Кубку УЄФА. Під час зимової перерви сезону 2002/03 років повернувся до Бразилії, де виступав за клуби «Атлетіко» (Сорокаба) та «Уніао Барбаренсе».
Напередодні початку сезону 2005/06 років повернувся до Європи, де підписав контракт з польським клубом «Погонь» (Щецин). У футболці «Погоні» в Екстраклясі зіграв 10 матчів та відзначився 1 голом. Потім знову повернувся до Бразилії, де захищав кольори нижчолігових клубів «Греміо Бразіл», «Віторія Оторландія», «Пеналоненсе», «Сан-Жозе», «Можи-Мірін», «Кабофріенсе», «Сан-Бернарду» та «Уніао Барбаренсе». Футбольну кар'єру завершив у «Жувентусі» (Сан-Паулу), за який виступав з 2013 по 2014 рік.